# 埃德温·维德
埃德温·维德（瑞典語：Edvin Wide，1896年2月22日—1996年6月19日），瑞典男子田径运动员。他曾代表瑞典参加1920年、1924年和1928年夏季奥林匹克运动会田径比赛，共获得一枚银牌和四枚铜牌。